# Klajić
Klajić (cyr. Клајић) – wieś w Serbii, w okręgu jablanickim, w gminie Lebane. W 2011 roku liczyła 159 mieszkańców.